# Holy Diver (singel)
Holy Diver – piosenka nagrana przez heavymetalowy zespół Dio. Została wydana w sierpniu 1983 roku jako główny singiel na ich debiutanckiej płycie pod tym samym tytułem. Doszła ona wtedy do 40 miejsca na Mainstream Rock, teraz jest jednak jedną z najbardziej rozpoznawanych piosenek Dio. Kiedy stacje odtwarzają ten utwór, to zazwyczaj ucinają intro trwające 1:15. Holy Diver uplasował się na 43 miejscu w notowaniu stacji VH1 Top 100 Hard Rock Songs.

## Teledysk
Teledysk był reżyserowany przez Arthura Ellisa, a występował w nim Ronnie Dio jako włochaty barbarzyńca przechodzący przez opuszczony kościół. Wpierw atakuje zasłoniętą postać i jego pomocnika hobgoblina, lecz zamiast ich zabić, zamienia ich w szczury. Następnie odwiedza kowala który wykuwa miecz. Dio wyrzuca stary miecz do kosza i łapie nowy.

## Pozycje na listach przebojów
| Notowania (1983)           | Najwyższa pozycja |
| -------------------------- | ----------------- |
| Media Control AG           | 52                |
| Billboard Rock Tracks      | 40                |
| Sverigetopplistan          | 60                |
| The Official Chart Company | 72                |